# Xylø
Paige Duddy (Los Ángeles, California; 8 de agosto de 1994), más conocida como Xylø (estilizado XYLØ), es una cantante y compositora estadounidense que saltó a la fama por colaborar en el sencillo «Setting Fires» del grupo de disc jockeys estadounidenses The Chainsmokers.

## Carrera
En febrero de 2015, XYLØ lanzó su sencillo debut, "America", que recibió atención en YouTube. La canción autoeditada fue promocionada a través de Hype Machine y NoiseTrade. La canción finalmente llegó al top 10 de la lista de Hype Machine y debutó en la radio estadounidense a través de KCRW.
El 4 de junio, XYLØ lanzó su segunda canción, "Between the Devil and the Deep Blue Sea". A través de Apple Music, el dúo lanzó su tercera canción, "Afterlife", el 22 de julio de 2015. En septiembre de 2015, aparecieron como invitados especiales en el show en vivo de Oh Wonder en Los Ángeles. Su cuarta canción, titulada "L.A. Love Song", fue lanzada el 7 de octubre de 2015. El mes siguiente, el grupo anunció que se tomarían un descanso para concentrarse en producir más material. Poco después, se anunciaron como firmantes de Sony Music Entertainment.
En 2016, el dúo se había embarcado en varios de sus propios shows en vivo y lanzó su EP debut, America. El 19 de febrero de 2016, anunciaron su quinto sencillo "Bang Bang", lanzado a través de Apple Music. Dos días antes del lanzamiento de la obra extendida, anunciaron su sexto y último sencillo que se lanzará a través del EP, titulado "BLK CLD", lanzado el 26 de febrero de 2016. El EP fue lanzado el 27 de febrero de 2016 a través de Sony Music Entertainment. Durante el lanzamiento, el dúo lanzó su canal oficial VEVO en YouTube con el video musical de su sencillo debut "America", que provocó el lanzamiento oficial del sencillo, para celebrar un año desde su lanzamiento original. El 10 de junio de 2016, lanzaron el EP America (The Remixes), que incluye remixes de Young Bombs y Win & Woo. El grupo estaba programado para encabezar una gira por América del Norte con 26 fechas en Estados Unidos y Canadá, pero la gira fue cancelada el 29 de agosto de 2017, "debido a circunstancias imprevistas".
El dúo lanzó un nuevo sencillo "Fool's Paradise" el 5 de agosto de 2016. El dúo apareció en "Setting Fires" de los Chainsmokers, lanzado como parte del EP Collage el 4 de noviembre de 2016. "Gossip" fue lanzado el 7 de septiembre de 2016. Apple utilizó el instrumental de la canción en su comercial para el Apple Keynote. Luego lanzaron dos sencillos más, "Dead End Love" y "Get Closer", antes de que terminara 2017. Ambos ganaron videos musicales de acompañamiento.
En 2017, lanzaron el sencillo "I Still Wait For You", que posiblemente se haya convertido en su sencillo más exitoso hasta la fecha. También lanzaron los sencillos "Alive" y "What We We Looking For" como una serie de dos partes en forma de video musical.
El 1 de junio de 2018 se lanzó "Heaven Only Knows". Paige anunció a través de Twitter que Chase había dejado el grupo para concentrarse en otros proyectos, dejándola como única miembro. "Don't Panic" se lanzó el 29 de junio de 2018 y "I Don't Want To See You Anymore" se lanzó el 3 de agosto de 2018. Xylø lanzó "Tears & Tantrums" y "Freak" más adelante en el año, los cuales tenían videos musicales. En algún momento a fines de 2018, Paige cortó relaciones con Disruptor Records y comenzó a autoeditar su música bajo su propio sello independiente Pretty Records.
El 12 de febrero de 2019 se anunció que un EP titulado Pretty Sad se lanzaría el 1 de marzo de 2019. El sencillo principal "Nothing Left To Say" fue lanzado dos días después. Se anunció a través de las redes sociales el 3 de mayo de 2019 que el nuevo EP de Xylø, Yes & No, se lanzaría el 31 de mayo de 2019, y el sencillo principal "Ride or Die" se lanzaría el 17 de mayo. El 21 de mayo de 2019, Se anunció el lanzamiento de un segundo sencillo, "The End", el 24 de mayo de 2019. En junio de 2019, Xylø anunció que se embarcaría en el Yes & No Tour, que concluyó en septiembre de 2019.
El 27 de marzo de 2020, se lanzó un álbum recopilatorio que incluía todos los temas instrumentales de sus tres lanzamientos anteriores.

## Estilo musical
Oak tiene un rango vocal de contralto, y se describe a sí misma como una «estrella del pop», sostiene que su «truco mágico» que la diferencia de muchos de sus «compañeros en la valentía de ser vulnerable, verdadera y honesta. Creo que te vuelves más relacionable cuando eres vulnerable.». Según The New York Times, es «la estrella de pop más potente del día — sus éxitos son relacionable con un toque de experimentación.». Por otro lado, Randall Roberts de Los Angeles Times criticó el uso de modismos y metáforas en sus letras y por frecuentes «clichés». En varias ocasiones, ha compuesto para otros artistas, entre los que incluye Selena Gomez & the Scene, Jessie James, Kelly Clarkson, Lesley Roy, Britney Spears, Rita Ora, Iggy Azalea, Nicki Minaj y Ariana Grande.

## Discografía

### EP
| Título                    | Detalles                                                                                                |
| ------------------------- | --- |
| America                   | - Publicado: 26 de febrero de 2016 - Discográfica: Columbia, Disruptor - Formatos: CD, descarga digital |
| America (The Remixes)     | - Publicado: 10 de junio de 2016 - Discográfica: Columbia, Disruptor - Formatos: descarga digital       |
| Pretty Sad                | - Publicado: 1 de marzo de 2019 - Discográfica: Pretty Records - Formatos: CD, descarga digital         |
| Yes & No                  | - Publicado: 31 de mayo de 2019 - Discográfica: Pretty Records - Formatos: CD, descarga digital         |
| The Ganglands of My Heart | - Publicado: 14 de febrero de 2020 - Discográfica: Pretty Records - Formatos: descarga digital          |
| Outsiders Club            | - Publicado: 20 de noviembre de 2020 - Discográfica: Pretty Records - Formatos: CD, descarga digital    |

### Álbumes compilatorios
| Título            | Detalles                                                                                    |
| ----------------- | ------------------------------------------------------------------------------------------- |
| The Instrumentals | - Publicado: 27 de marzo de 2020 - Discográfica: Pretty Records - Formato: descarga digital |

### Sencillos
| Título                                    | Año  | Álbum                        |
| ----------------------------------------- | ---- | ---------------------------- |
| "America"                                 | 2015 | America EP                   |
| "Between the Devil and the Deep Blue Sea" | 2015 | America EP                   |
| "Afterlife"                               | 2015 | America EP                   |
| "L.A. Love Song"                          | 2015 | America EP                   |
| "Fool's Paradise"                         | 2016 |                              |
| "Gossip"                                  | 2016 |                              |
| "Dead End Love"                           | 2016 |                              |
| "Get Closer"                              | 2016 |                              |
| "I Still Wait for You"                    | 2017 |                              |
| "Alive"                                   | 2017 |                              |
| "What We're Looking For"                  | 2017 |                              |
| "Heaven Only Knows"                       | 2018 |                              |
| "Don't Panic"                             | 2018 |                              |
| "I Don't Want to See You Anymore"         | 2018 |                              |
| "Tears & Tantrums"                        | 2018 |                              |
| "Freak"                                   | 2018 |                              |
| "Nothing Left To Say"                     | 2019 | pretty sad EP                |
| "Fireworks"                               | 2019 | pretty sad EP                |
| "ride or die"                             | 2019 | yes & no EP                  |
| "the end"                                 | 2019 | yes & no EP                  |
| "Tongue In The Bag"                       | 2020 | The Ganglands Of My Heart EP |
| "American Sadness"                        | 2020 | The Ganglands Of My Heart EP |
| "APPLE PIE"                               | 2020 | OUTSIDERS CLUB EP            |
| "CHLORINE"                                | 2020 | OUTSIDERS CLUB EP            |
| "LEFTY"                                   | 2020 | OUTSIDERS CLUB EP            |

### Colaboraciones
| Título                                                | Año  | Mejores posiciones en listas | Mejores posiciones en listas | Mejores posiciones en listas | Mejores posiciones en listas | Mejores posiciones en listas | Mejores posiciones en listas | Mejores posiciones en listas | Mejores posiciones en listas | Álbum                       |
| Título                                                | Año  | US                           | AUS                          | BEL (FL)                     | CAN                          | NLD                          | NZ                           | SWE                          | UK                           | Álbum                       |
| ----------------------------------------------------- | ---- | ---------------------------- | ---------------------------- | ---------------------------- | ---------------------------- | ---------------------------- | ---------------------------- | ---------------------------- | ---------------------------- | --------------------------- |
| "Setting Fires" (The Chainsmokers featuring Xylø)     | 2016 | 71                           | 50                           | 10                           | 35                           | 84                           | —                            | 92                           | 55                           | Collage                     |
| "Sometimes" (DallasK and Nicky Romero featuring Xylø) | 2019 | —                            | —                            | —                            | —                            | —                            | —                            | —                            | —                            |                             |
| "Closer Still (Xylø Remix)" (Tender)                  | 2019 | —                            | —                            | —                            | —                            | —                            | —                            | —                            | —                            | "Closer Still (Xylø Remix)" |
| "Bulletproof" (The Score featuring Xylø)              | 2019 | —                            | —                            | —                            | —                            | —                            | —                            | —                            | —                            |                             |

1. ↑  "Setting Fires" no entró en el NZ Top 40 Singles Chart, pero llegó a número 2 en el NZ Heatseeker Singles Chart.[23]

### Créditos de composición y producción
| Título                                             | Año  | Artista(s) | Álbum  | Notas                                                                                   |
| -------------------------------------------------- | ---- | ---------- | ------ | --------------------------------------------------------------------------------------- |
| "Chasing Colors" (with Ookay featuring Noah Cyrus) | 2017 | Marshmello |        | Chase Duddy escribió la canción, junto con Marshmello, Ookay y Skyler Stonestreet.      |
| "Fight Like a Girl"                                | 2017 | Zolita     | Sappho | Escrita por Zolita, Xylø y Lee Newell, siendo éste posteriormente también el productor. |
| "New You"                                          | 2018 | Zolita     | Sappho | Escrita por Zolita, Xylø y Lee Newell, siendo éste posteriormente también el productor. |
| "Like Heaven"                                      | 2018 | Zolita     | Sappho | Escrita por Zolita, Xylø y Lee Newell, siendo éste posteriormente también el productor. |
| "Remind Me"                                        | 2018 | Zolita     | Sappho | Escrita por Zolita, Xylø y Lee Newell, siendo éste posteriormente también el productor. |
| "Spotless"                                         | 2018 | Zolita     | Sappho | Escrita por Zolita, Xylø y Lee Newell, siendo éste posteriormente también el productor. |